# White Star SC Sint-Amandsberg
White Star SC Sint-Amandsberg was een Belgische voetbalclub uit Sint-Amandsberg in Oost-Vlaanderen. De club sloot in 1944 aan bij de KBVB met stamnummer 4084.

## Geschiedenis
De club werd in 1931 opgericht onder de naam White Star Sporting Club Gent. Voor de aansluiting bij de KBVB was men actief bij de Belgische Arbeiderssportbond en het Katholiek Vlaams Sportverbond.
White Star bereikte de hoogste provinciale afdeling voor het eerst in 1950 waar men drie seizoenen acteerde.
Na de degradatie naar Tweede Provinciale in 1953 werd de naam gewijzigd naar White Star SC Sint-Amandsberg.
De club pendelde tot 1986 tussen Tweede en Derde Provinciale, maar toen promoveerde men als tweede in de stand opnieuw naar de hoogste provinciale reeks. Na twee seizoenen vechten tegen de degradatie, kon die in 1988 niet worden vermeden.
1990 was een zeer bewogen jaar voor White Star, op 26 januari 1990 vernielde een storm de kantine en kleedkamers aan de Staf Bruggenstraat, de club moest verhuizen naar de Rozebroeken. Het terrein was echter niet bijzonder geschikt en de club verhuisde voor drie jaar naar de Offerlaan alvorens terug te keren naar de Rozebroeken. In datzelfde jaar won de club een beslissingswedstrijd voor het behoud in Tweede Provinciale van Eendracht Appelterre-Eichem na het nemen van strafschoppen. Kort nadien meldde de bond dat strafschoppen pas na een tweede wedstrijd konden. De wedstrijd moest dus opnieuw gespeeld worden. White Star haalde het met 4-0.
Midden jaren negentig ging de sportieve neergang verder, White Star kwam in 1997 voor het eerst in Vierde Provinciale terecht.
In 2002 kende de club nog een korte wederopstanding met promotie naar Derde Provinciale waar men vier seizoenen aantrad.
Een nieuwe degradatie in 2006 werd gevolgd door twee matige seizoenen in de kelder van het provinciale voetbal, waarna de club in 2008 opgedoekt werd.